# Gestion de la chaîne logistique
Pour les articles homonymes, voir GCL et SCM.
Ne doit pas être confondu avec Gestion de configuration logicielle.
 (août 2012).
 (août 2012).
 (août 2012).
Si vous disposez d'ouvrages ou d'articles de référence ou si vous connaissez des sites web de qualité traitant du thème abordé ici, merci de compléter l'article en donnant les références utiles à sa vérifiabilité et en les liant à la section « Notes et références ».

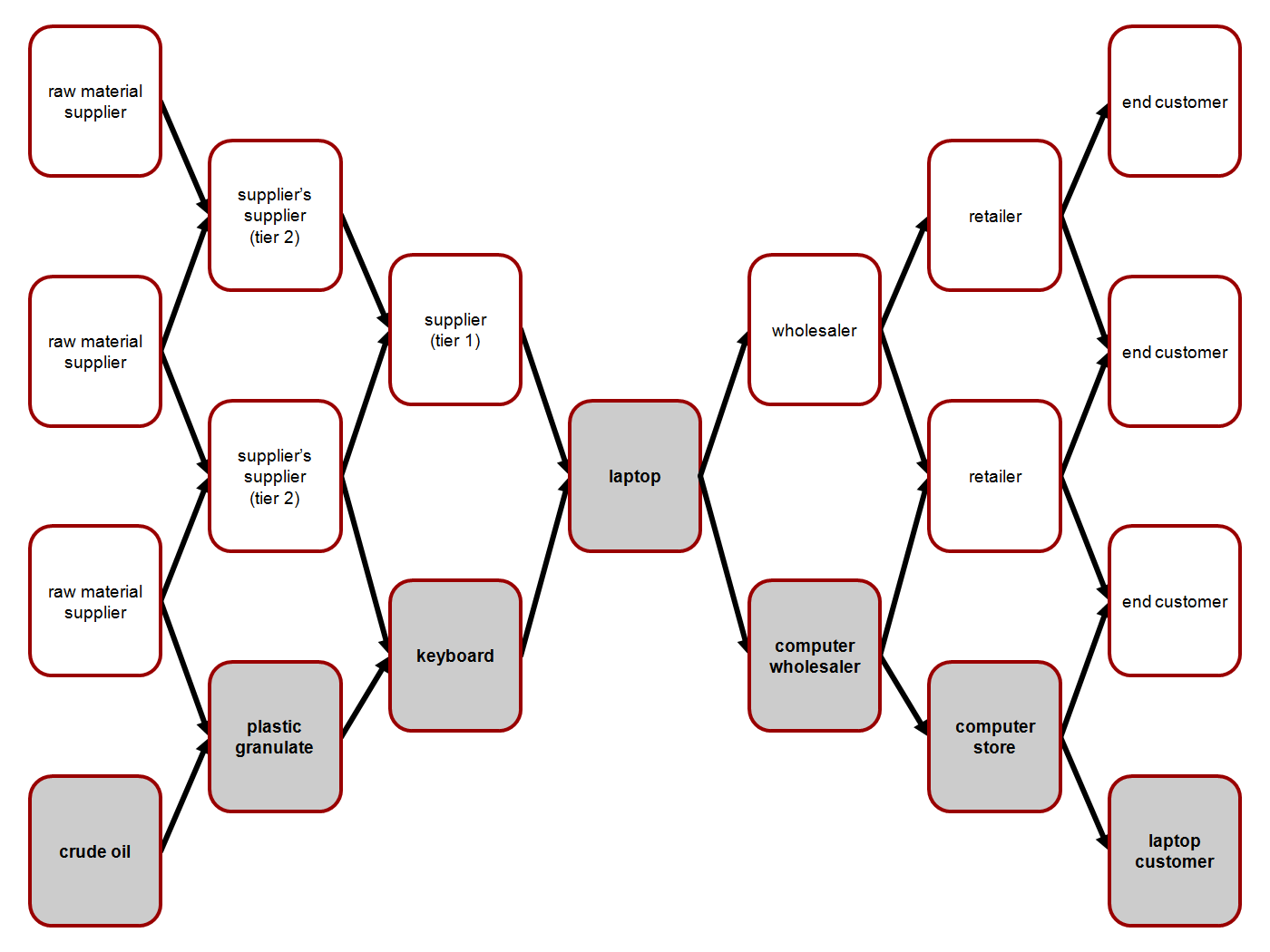
La chaîne logistique: complexe et dynamique(cf. Wieland/Wallenburg, 2011).

La gestion de la chaîne logistique (GCL; en anglais, supply chain management ou SCM) est un savoir-faire d'application qui vise une mise en œuvre ou une gestion opérationnelle, soit le respect sur le terrain de l'enchaînement des tâches (illustré par le terme de « chaîne »), ainsi que le bon fonctionnement du système logistique, tel que fixé par le cahier des charges logistique de l'organisation concernée.
L'objectif de la gestion de la chaîne logistique est de contribuer à la complexité de cette chaîne en proposant les différents mécanismes de coordination (Atour Taghipour, 2014). Récemment, la résilience de la chaîne d’approvisionnement est devenue un élément de plus en plus important du SCM. En outre, les pratiques de gestion durable jouent un rôle croissant dans la SCM.

## Domaine d'activité étendu
Ce qui peut recouvrir un domaine très étendu soit :
- Quoi? : l'ensemble, des processus et des informations associées ;
- Où ? : en vue de l'approvisionnement, la détention, la circulation et la mise à disposition des produits depuis leur conception jusqu'au client final ;
- Comment ? : et ce, aux conditions déterminées
- Quand ? : et durant tout le cycle de vie des produits [5].

Ainsi, la chaîne logistique prend en charge l'ensemble de la gestion des flux de matières (ou marchandises). Pour ce faire, elle gère directement les activités concernées, ou en tout cas est susceptible d'assurer une collaboration étroite avec les acteurs ou tiers concernés, ceci en vue de maîtriser / piloter. :
- les flux et stocks de produits finis, en cours, semi-finis, matières premières concernées, etc. ;
- mais aussi :
  - les ressources (ressources humaines internes ou prestataires externes : fournisseurs, entreposage, magasinage, transport, transitaires, etc.),
  - les équipements nécessaires à la réalisation de la prestation logistique (entrepôts, outillages, machines, manutention, véhicules propres, etc.),
  - les fournitures (emballage, consommables, sources d'énergie et carburants, etc.),
  - les services (planification, magasinage, emballage, manutention, transport, export, douane, facturation, litiges, etc.),
  - les systèmes d'information et de contrôle de gestion.

## Enjeux
La chaîne logistique, éventuellement « collaborative » vise à garantir l'organisation et la qualité du service logistique en conformité avec les dispositions figurant au cahier des charges logistique.
- Le service Logistique peut représenter aujourd'hui un élément important de la compétitivité prix ou hors prix. Dans certaines activités, la maîtrise du service logistique peut fonder un réel avantage concurrentiel, opposable aux compétiteurs présents sur le marché avec à la clé l'opportunité d'augmenter les ventes et / ou les parts de marché. L'avantage concurrentiel que peut apporter une bonne chaîne logistique repose sur le fait de « livrer aux clients les quantités exactes de produits commandés, exactement à la date convenue et dépenser le moins d’argent possible pour y arriver »[8].
- Les finalités attribuées à la gestion de la chaîne logistique sont variables d'une organisation à l'autre, et peuvent comprendre :
  - la gestion de la qualité de service délivrée en aval vers les clients ou en amont la qualité de collaboration avec les fournisseurs ;
  - la promotion et/ou la défense de la notoriété et de l'image de l'Organisation ;
  - la gestion au moindre coût en vue d'améliorer ou de défendre la marge bénéficiaire de l'entreprise ;
  - la garantie de l'intégrité des personnes et de l'environnement, c’est-à-dire la sécurité et la sûreté. Ce qui permet à l'entreprise de rester présente sur le marché, en évitant les violations des règles professionnelles, les accidents ou sanctions réglementaires ;
  - la promotion de thèmes actuels, comme les économies d'énergie, la lutte contre la pollution, le respect de l'environnement, le développement durable, ou les produits et services éthiques.
- Le résultat visé correspond à un ensemble d'objectifs (qualité, productivité, sécurité, sûreté) qui :
  - dépendent les uns des autres ;
  - doivent s'articuler en amont et en aval avec l'ensemble des processus de l'Organisation ;
  - doivent prendre en compte les attentes et besoins de la Clientèle servie.
- Ceci explique l'importance critique de la fonction logistique pour de nombreuses entreprises : il n'est pas rare que les budgets logistiques représentent des sommes non négligeables. Ce qui vaut fréquemment aux directeurs logistiques ou responsables de la GRC de siéger dans les comités de direction, voire de rédiger et/ou présenter leur rapport d'activité aux représentants des actionnaires.

## Organisation et gouvernance
La gestion des chaînes d’approvisionnement comporte un certain nombre de défis spécifiques concernant l’organisation des relations entre les différents partenaires tout au long de la chaîne de valeur. Les mécanismes de gouvernance formels et informels sont des éléments centraux de la gestion de la chaîne d’approvisionnement. La recherche en sciences de gestion note l’importance d’utiliser une combinaison appropriée de contrats et de normes relationnelles pour atténuer les risques et prévenir les conflits entre les partenaires de la chaîne d’approvisionnement. Par ailleurs, des combinaisons particulières de mécanismes de gouvernance peuvent avoir une incidence sur la dynamique relationnelle au sein de la chaîne d’approvisionnement.

## Périmètre et domaines d'application
Entre les parties prenantes de la chaîne logistique, circulent plusieurs catégories de flux :
- des flux de marchandises qui vont de l'amont vers l'aval, et de l'aval vers l'amont si l'on intègre la « reverse logistic » ;
- des flux de services
- des flux financiers (qui vont en sens inverse) pour lesquels les supports sont le plus souvent électroniques : informations et moyens de paiements gérés électroniquement, chèque, mandat, carte de crédit, etc. sauf lorsque le paiement est fait en espèces ;
- des flux d'information (qui vont dans les deux sens) :
  - de l'amont vers l'aval : en suivant les flux physiques,
  - de l'aval vers l'amont : remontée d'information en provenance du consommateur,
  - pour lesquels les systèmes supports sont de nature variée.

## Coûts de la chaîne logistique
- coûts de conception des produits ;
- coûts d'approvisionnement ;
- coûts de production ;
- coûts d'immobilisation financière et de possession des stocks ;
- coûts d'acheminement ou de transfert ;
- coûts de rupture ;
- coûts d'assurance;

Dans le processus d'optimisation globale de la chaîne logistique, on parle de plus en plus de coût total de possession (en anglais : Total cost of ownership, en abrégé TCO).
La gestion efficace des coûts logistiques est cruciale pour la compétitivité des entreprises. Cela implique d'optimiser les coûts de conception, d'approvisionnement, de production, de transport, de rupture, et d'assurance. Le concept de coût total de possession (TCO) est de plus en plus utilisé pour évaluer la rentabilité globale de la chaîne logistique et prendre des décisions éclairées. Ainsi, en optimisant ces coûts, les entreprises peuvent améliorer leur efficacité et renforcer leur avantage concurrentiel sur le marché.

## Outils
- planification : MRP, JIT, DRP, etc. ;
- fabrication (OPT, CRP, Kanban, etc.) ;
- optimisation des stocks : méthode endogène (analyse d'historiques) ou exogène (approche étude de marché), etc. ;
- transport (Transport Management System), entreposage ou magasinage (Warehouse Management Systems, etc.) ;
- Gestion de l'information :
  - Sur le plan général : progiciel de gestion intégré (PGI ou ERP),
  - Sur le plan de la gestion de la relation client (GRC ou CRM), centre d'appel,
  - Sur le plan de la relation fournisseur : GRF ou SRM,
  - Sur le plan de la gestion du cycle de vie des produits : PLM ;
- mode de fonctionnement du système d'information proprement dit : EDI, Intranet, Extranet, Portail Web
- mode de gestion et de contrôle de la qualité : TQM ou gestion de la qualité totale, etc.

- d'une vision globale de la structure de la chaîne logistique (Usine, entrepôts, distribution, transports) et des partenaires et acteurs de cette même chaîne (Fournisseurs, producteurs, transporteurs, prestataires pour les fonctions externalisées) ;
- du dimensionnement et de la localisation des sites ;
- de la définition des flux et des modes de flux entre d'une part les sites et d'autre part à destination des clients ;
- du choix des différents opérateurs ;
- du choix des interfaces «Homme-Machine» les plus adaptés aux contraintes d'exploitation (codes-barres, codes EAN, GENCOD, RFID, Tracking, Vocal, etc.) ;
- du choix des outils pour mettre en œuvre et animer cette chaîne ;
- du choix des outils d'optimisation et des mesures de performance.
- un outil pour répondre à l'ensemble des besoins de mutualisation des flux

Cette intégration loin d'être statique doit être revue en permanence pour s'adapter aux
- nouvelles contraintes économiques (évolution des coûts - par exemple le renchérissement du pétrole) ou légal (évolution de la législation sur la protection de la planète) ;
- conditions du marché (déplacement des centres de consommation - par exemple recentrage vers les pays émergents) ;
- gains de productivité face à la concurrence (maintenir le couple coût/qualité des produits à un niveau attractif).

## Indicateurs
Les indicateurs doivent permettre de
- mesurer la performance des différentes organisations (fournisseurs, transports, entrepôts, services logistiques, etc.) ;
- piloter l'activité selon les objectifs principaux du métier (taux de service, niveaux de stock, coût, productivité, etc.).

Exemple d'indicateurs de stock :
- évolution de la valeur de stock ;
- évolution de la couverture de stock ;
- évolution de la démarque ;
- évolution de l'obsolescence du stock (périmés, déclassés, «rossignols»).

Exemple d'indicateurs de la fonction approvisionnement :
- fiabilité de la planification d'itinéraire ;
- délai de livraison ;
- taux de disponibilité ;
- taux de service ;
- évolution du nombre de commandes ou du nombre de lignes de commande.

Exemple d'indicateurs de la fonction entrepôt :
- évolution du volume traité dans chaque processus de l'entrepôt ;
- coût par unité d'œuvre de chaque processus ;
- suivi de l'utilisation des capacités ;
- taux de service de chaque processus ;
- productivité de chaque processus.
- suivi de l'absentéisme ;

Exemple d'indicateurs de la fonction transport :
- suivi de l'utilisation des capacités ;
- suivi du coût par unité de transport, par ligne de transport… ;
- taux de service ;
- taux de démarque.

Exemple d'indicateurs de la logistique des retours Reverse Logistics :
- taux de service ; taux de retour ;
- coût du flux des retours par rapport au flux global produit ;
- suivi des flux et du niveau de stock en retour.

Exemple d'indicateurs de la fonction gestion des fournisseurs:
- taux de conformité aux normes de qualité ;
- taux de respect des délais de livraison par les fournisseurs ;
- évolution des coûts d'achat des matières premières ;
- taux de satisfaction des clients internes vis-à-vis des fournisseurs ;
- nombre de fournisseurs approuvés et actifs dans le portefeuille ;

## Évaluation de l'impact environnemental des produits (émissions de gaz à effet de serre...)
L'empreinte carbone de l'Union européenne est représentée pour un tiers par des émissions dites « importées ». Pour la France cette proportion atteint la moitié de l'empreinte carbone. Sur saisine du gouvernement français, demandant « une étude méthodologique approfondie pour mieux déterminer l’empreinte carbone des produits importés en France », le Haut Conseil pour le climat publie en octobre 2020 un rapport intitulé « Maîtriser l'empreinte carbone de la France », sur saisine du gouvernement demandant . L’empreinte carbone de la France (11,5 tonnes de CO2-équivalent par habitant), composée des émissions importées et des émissions de la production intérieure hors exportations, est environ 70 % plus élevée que ses émissions territoriales couvertes par ses engagements climatiques actuels. Parmi les leviers de réduction des émissions importées, le rapport propose notamment :
- d'accompagner les entreprises pour mieux prendre en compte les émissions danns leur chaîne de valeur, alors que la moitié de l’empreinte carbone est importée, principalement de l’Union européenne (Allemagne en tête) et d’Asie (Chine en tête).
- de mieux informer les particuliers concernant l’impact climat des biens et services, notamment par la mise en place d’un score carbone.

Par ailleurs, en France, la Convention citoyenne pour le climat a proposé en 2020 la mise en œuvre d'un « score carbone » pour les tous les produits et services mis sur le marché sur le territoire français. Cette proposition a été reprise par l'article 2 de la loi Climat et Résilience en 2021, conduisant au développement d'un Éco-score, mis en œuvre dans un premier temps pour les produits alimentaires, et prenant en compte non seulement les émissions de GES, mais également d'autres impacts environnementaux. Le projet de loi Climat et Résilience prévoit la généralisation progressive de cet Éco-score, dans la mesure où cela est compatible avec le droit européen. L'Éco-score est établi à partir d'une analyse de cycle de vie, et fait donc intervenir plusieurs acteurs de la chaîne logistique.